# كريستينا فرايز
كريستينا فرايز (بالسويدية: Kristina Fries)‏ هي لاعبة رماية سويدية، ولدت في 1962.

## وصلات خارجية
- كريستينا فرايز على موقع أوليمبيديا (الإنجليزية)
- كريستينا فرايز على موقع اللجنة الأولمبية السويدية (السويدية)